# Васко (Каліфорнія)
Васко (англ. Wasco) — місто (англ. city) в США, в окрузі Керн штату Каліфорнія. Населення — 27 047 осіб (2020).

## Географія
Васко розташоване за координатами 35°35′38″ пн. ш. 119°22′2″ зх. д. / 35.59389° пн. ш. 119.36722° зх. д. (35.593775, -119.367307).  За даними Бюро перепису населення США в 2010 році місто мало площу 24,41 км², уся площа — суходіл.

## Демографія
Згідно з переписом 2010 року, у місті мешкало 25 545 осіб у 5131 домогосподарстві у складі 4370 родин. Густота населення становила 1046 осіб/км².  Було 5477 помешкань (224/км²).
Расовий склад населення:
| - 49,2 % — білих - 7,6 % — чорних або афроамериканців - 1,1 % — корінних американців - 0,7 % — азіатів - 38,0 % — осіб інших рас |

До двох чи більше рас належало 3,2 %. Частка іспаномовних становила 76,7 % від усіх жителів.
За віковим діапазоном населення розподілялося таким чином: 28,8 % — особи молодші 18 років, 66,1 % — особи у віці 18—64 років, 5,1 % — особи у віці 65 років та старші. Медіана віку мешканця становила 28,3 року. На 100 осіб жіночої статі у місті припадало 160,3 чоловіків;  на 100 жінок у віці від 18 років та старших — 192,5 чоловіків також старших 18 років.
Середній дохід на одне домашнє господарство  становив 46 511 долар США (медіана — 39 580), а середній дохід на одну сім'ю — 47 253 долари (медіана — 41 234). Медіана доходів становила 35 319 доларів для чоловіків та 24 766 доларів для жінок. За межею бідності перебувало 32,7 % осіб, у тому числі 46,2 % дітей у віці до 18 років та 13,4 % осіб у віці 65 років та старших.
Цивільне працевлаштоване населення становило 7035 осіб. Основні галузі зайнятості: сільське господарство, лісництво, риболовля — 39,9 %, освіта, охорона здоров'я та соціальна допомога — 15,3 %, виробництво — 7,4 %, транспорт — 6,5 %.